# Oxyporhamphus micropterus micropterus
Oxyporhamphus micropterus micropterus is een ondersoort van de straalvinnige vissen uit de familie van de halfsnavelbekken (Hemiramphidae). De wetenschappelijke naam van de soort is voor het eerst geldig gepubliceerd in 1847 door Valenciennes.